# Barra antirollio

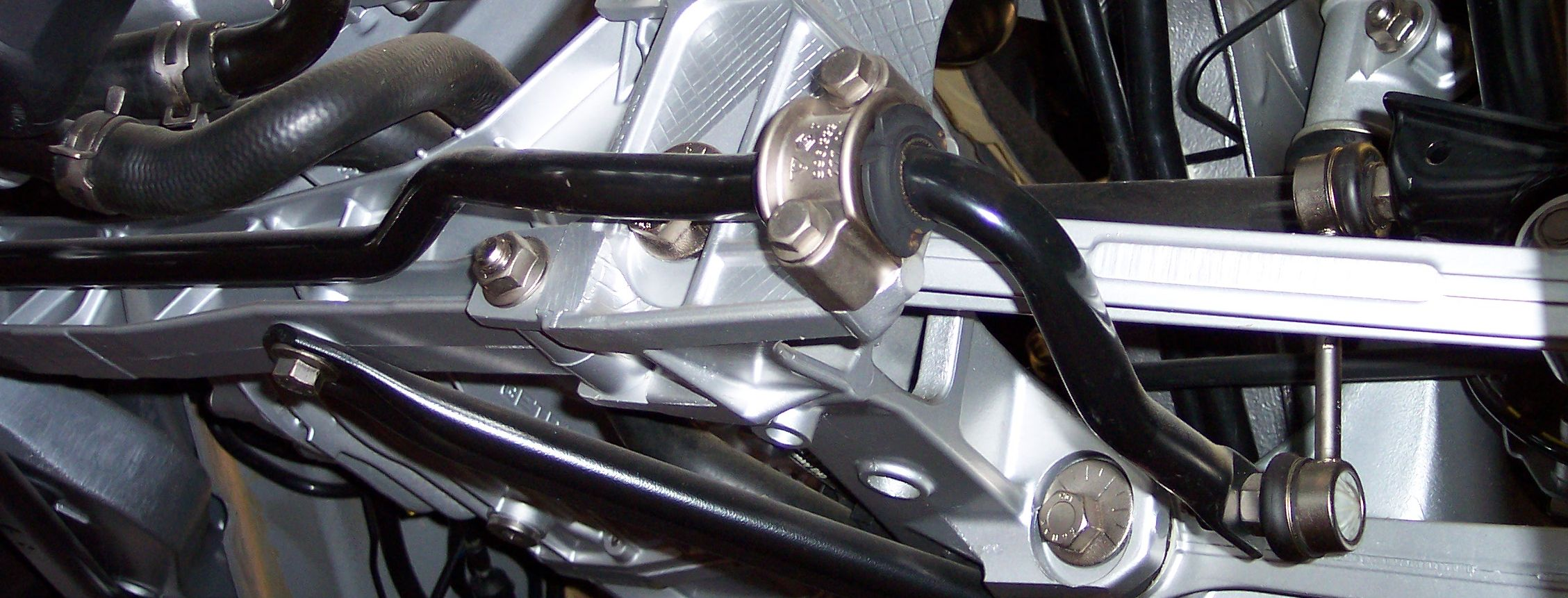
Barra antirollio

La barra antirollio è un componente meccanico che collega due bracci o portamozzi delle sospensioni di tipo a ruote indipendenti dello stesso asse, al fine di contrastare il fenomeno del rollio.

## Caratteristiche

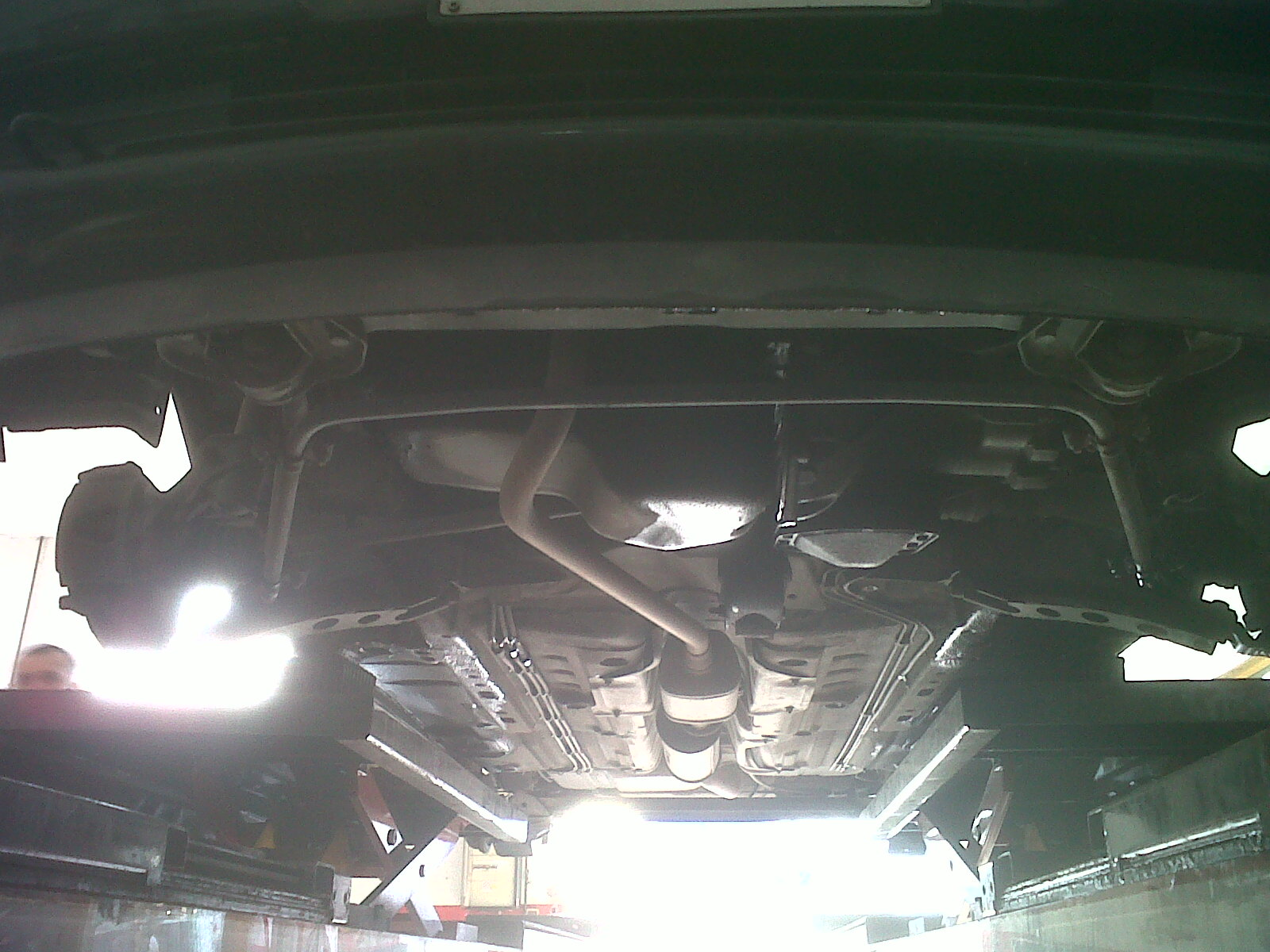
Barra antirollio delle sospensioni anteriori di un Opel Corsa

Questa barra è conformata e fissata in modo da lavorare a torsione, questo perché ha una forma a "C", dove le estremità sono fissate alle sospensioni tramite elementi in gomma, mentre la parte centrale è collegata alla carrozzeria in modo elastico e non vincolante, in modo che la barra possa contrapporsi a una diversa escursione delle due sospensioni.
Con questa conformazione la barra antirollio riesce a trasferire parte della forza dalla sospensione non in compressione a quella in esercizio, il che permette una migliore stabilità, senza andare a compromettere il comfort al superamento di una buca o dosso, dato che permette l'uso di sospensioni più morbide.

## Applicazioni
Questa soluzione è impiegata su veicoli destinati sia all'uso sportivo che civile, su strade asfaltate o principalmente asfaltate, nonché su circuiti fuoristrada, come avviene nel caso dei rally. Tuttavia, nelle applicazioni off-road su terreni particolarmente irregolari, essa risulta poco utile o addirittura controproducente. Inoltre, nella maggior parte dei casi, si dimostra inefficace quando abbinata a sospensioni a ponte De Dion.